# Ofensiva de Alepo (octubre-noviembre de 2016)
La ofensiva de Alepo octubre–noviembre 2016, nombrada la "Batalla del Héroe Mártir Abu Omar Saraqib" por el Ejército de la Conquista, fue una acción militar lanzada en las afueras occidentales de Alepo al final de octubre de 2016 por fuerzas insurgentes, contra el ejército sirio. El objetivo de la ofensiva era establecer una nueva línea de abastecimiento a Alepo, después de que el ejército sirio había sitiado a los rebeldes en su ofensiva de verano.
Los rebeldes la llamaron a la operación "la madre de todas las  batallas", o "la batalla magnífica de Alepo", y la describieron como aquella que decidiría el resultado de la guerra.
Después de lograr varios avances iniciales, la ofensiva pronto fue detenida. Por  mediados de noviembre, el ejército había recuperado el control de todas las  áreas perdidas al inicio de la ofensiva, así como las áreas perdidas en la ofensiva rebelde de verano.

## La ofensiva

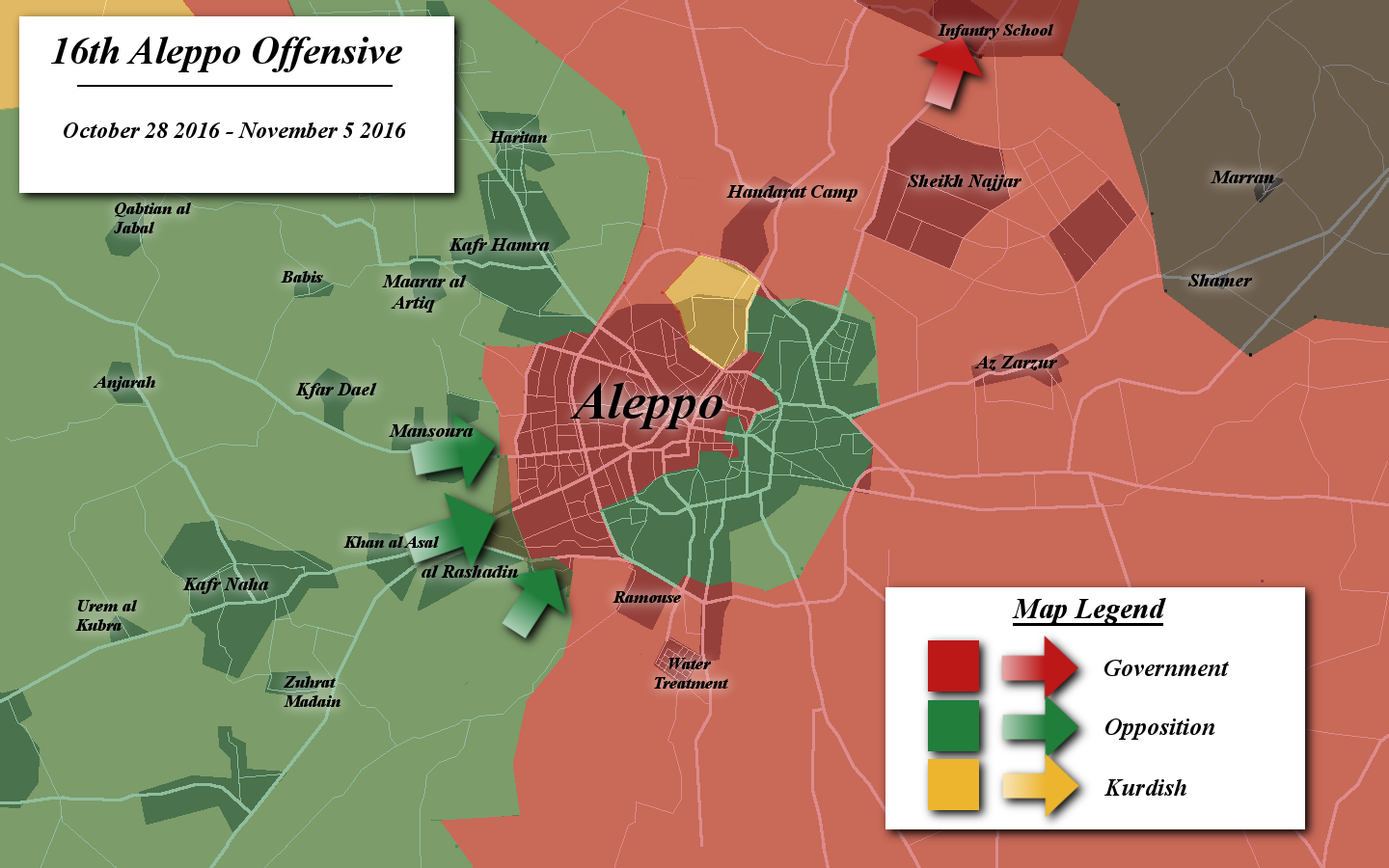
Mapa de la ofensiva

El 28 de octubre, las fuerzas rebeldes fuera de Alepo lanzaron más de 150 misiles, principalmente cohetes BM-21 Grad, en el occidente de Alepo y el Aeropuerto Internacional, matando más de 15 civiles e hiriendo al menos 100. Los grupos rebeldes entonces anunciaron que  habían empezado una ofensiva contra la ciudad después de detonar tres coches bomba, uno de los cuales era un miliciano francés Jabhat Fateh al-Sham. El Ejército también destruyó otros 4 coches bombas.
Los rebeldes llevaron tanques, vehículos blindados, bulldozers, desminadoras, camiones y motocicletas al frente. La ofensiva tuvo lugar a lo largo de un tramo de 15 kilómetros de frente. Siguiendo el ataque suicida en las afueras occidentales de la ciudad, los insurgentes tomaron el aserradero Minyan Serrerías, Al-Surah, la Fábrica de Cartulina y la mayoría del suburbio Dahiyat Al-Assad, mientras tropas de gobierno se retiraron al lado oriental del distrito donde plantaron la defensa.
Al mismo tiempo, un ataque insurgente al suroeste del área del Proyecto de Alojamientos 1070 fue repelida, con un tanque rebelde fue destruido y el Ejército conservó su presencia en la sección nordeste del Proyecto de Alojamiento. Los ataques en los cercanos Proyecto de Alojamiento y 3000 en el noroeste del distrito Zahra también fueron repelidos.
En total, ocho coches bombas fueron explotados o destruidos al inicio de la ofensiva. En el anochecer, el Ejército lanzó varios misiles sobre las posiciones rebeldes al oeste de la ciudad.
Al día siguiente, fuerzas del gobierno lanzaron un contraataque contra los distritos de Minyan y Dahiyat Al-Assad. Varios enfrentamientos también tuvieron lugar en el Proyecto de Alojamiento 1070. Más tarde, los rebeldes atacaron el distrito Hamdaniyah, en preparación para una nueva ofensiva, y después de que un coche bomba explotó cerca del distrito de Zahra. La ofensiva contra Zahra fue finalmente repelida, mientras las SAA se dirigieron a retomar varias posiciones en Dahiyat Al-Assad, donde un segundo ataque con coche bomba tuvo lugar. Aun así, para el anochecer, los rebeldes lograron tomar el control del distrito residencial de Minyan.
En los siguientes dos días, una lucha encarnizada se dio en el distrito de Minyan distrito, y el 31 octubre, el control del distrito estuvo dividido por la mitad.
Durante este tiempo, el Ejército condujo un nuevo contraataque contra Dahiyat Al-Assad. Los rebeldes también atacaron en el distrito de Nuevo Aleppo y los proyectos 1070 y 3000 donde explotaron dos coches bomba. Un tanque y un blindado rebeldes fueron destruidos en el Proyecto de Alojamiento 3000. Finalmente, el ataque en el Proyecto de Alojamiento 3000 así como en el complejo militar cercano fue repelido.
Para el 31 octubre, la ofensiva había retrasado debido a la resistencia del ejército y las milicias palestinas que habían tomado la iniciativa. En tres días de ofensiva, los rebeldes tenían el control del distrito Industrial de Minyan, la mayoría del distrito de Dahiyat Al-Assad y la mitad del distrito residencial de  Minyan. La línea del frente se había estancado y el ejército se preparaba para el contraataque. Desde el inicio de la ofensiva, los rebeldes habían utilizado 12 coches bombas en sus ataques.
El 3 de noviembre, los rebeldes lanzaron la segunda fase de su ofensiva, con un triple ataque suicida contra posiciones del Ejército en la parte occidental del distrito de Nuevo Aleppo y en el distrito de Minyan, en un intento de reavivar la operación. Logrando capturar varias posiciones. El se rebela también asaltó el 3000 Proyecto de Alojamiento y el Al-Assad Academia Militar. Durante los enfrentamientos, otro tanque fue destruido, así como dos posiciones antitanque de las SAA. Aun así el ataque no fue capaz de romper las defensas en Nuevo Aleppo y fue repelido.

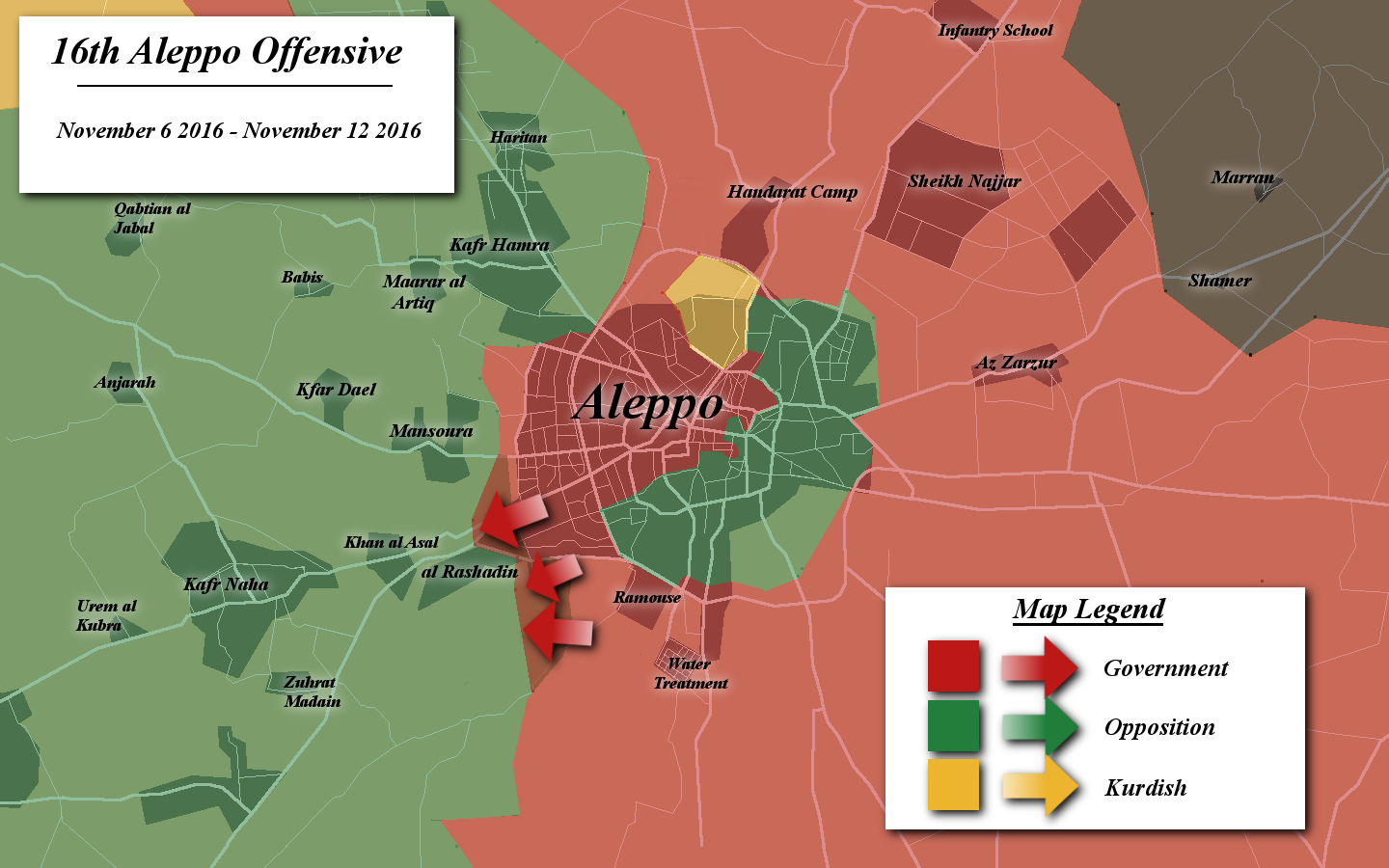
Mapa de la contraofensiva de gobierno

El 6 de noviembre, fuerzas especiales del ejército sirio y milicianos de Hezbollah lanzaron un contraataque en el suroccidente de Alepo, avanzando en el área del cerro de Al-Mutha cerro y el 1070 Proyecto de Alojamiento. Al día siguiente, las SAA penetraron la primera línea de defensa rebelde en la colina de Tal Rakhem, también tomando seis edificios en el Proyecto de Alojamiento  1070. Un día más tarde, el ejército impuso control de fuego sobre la cercana escuela de al-Hikmah.
El 8 de noviembre, las tropas del gobierno capturaron por completo el Proyecto de Alojamiento 1070, así como tres cerros cercanos. Además los rebeldes se retiraron de la escuela al-Hikmah escuela, así que reagrupándose en el suburbio Rashiddeen 5. Más tarde, tropas del gobierno lanzaron una gran ofensiva dentro de los distritos de Dahiyat Al-Assad y Minyan, recapturando Minyan y avanzando en el interior de Dahiyat Al-Assad. Aquella noche, los rebeldes se lanzaron a recapturar la mitad occidental de Minyan. Al día siguiente, las tropas del gobierno tomaron la estratégica escuela Hikmah y aseguró el área de Hikmah, mientras  hicieron su primer avance hacia los distritos Rashiddeen 5 y Aqrab en el suroeste de Alepo. 
El 10 de noviembre, tropas del gobierno recapturaron la mitad del distrito de Dahiyat Al-Assad, incluyendo la Academia de Ciencia y una iglesia cercana. Los enfrentamientos continuaron entre tropas del gobierno y los rebeldes en la parte occidental del distrito, alrededor de Sourah y Shair. Al día siguiente, los rebeldes recapturaron todas las  áreas perdidas en Dahiyat Al-Assad, pero un nuevo ataque del Ejército en el distrito hizo retroceder a los rebeldes. En un intento de parar el contador del Ejército-ataque, el se rebela envió refuerzos. Al mismo tiempo, el ejército recuperó el control del distrito residencial de Minyan después de romper la última línea de defensa rebelde. El Ejército entonces atacó el aserradero Minyan y capturó la Fábrica de Cartón. Al anochecer, el Ejército retomó el control del distrito de Dahiyat Al-Assad.
El 12 de noviembre, el Ejército atacado y capturó el Sourah punto de asistencia, oeste de Dahiyat Al-Assad, acercándose al perímetro norte del área de Souq Al-Jabasa. También aseguraron el distrito industrial de Minyan  después de que recapturaron el aserradero . Para este punto, las fuerzas del gobierno habían recuperado el control de todas las  áreas perdidas al inicio de la ofensiva rebelde, así como las áreas perdidas durante la campaña de verano.

## Consecuencias
Tras la exitosa campaña del ejército, se les dio un ultimátum a los rebeldes en el interior de Alepo para rendirse en las siguientes 24 horas, empezando la ofensiva final por la ciudad.

## Reacciones internacionales
La amnistía Internacional declarado que los "grupos de oposición armados han mostrado un impresionantes desinterés por las vidas de los civiles", desplegando armas "cuyo uso en la proximidad áreas densamente viola la ley humanitaria internacional". La organización llamó a los grupos rebeldes a "acabar todos los  ataques que fallan en distinguir entre civiles y objetivos militares".
Las Naciones Unidas enviado especial para Siria, Staffan de Mistura, expresó que  estaba "horrorizado e impresionado" por los ataques que apuntaban a civiles en Alepo. Más tarde declaró que algunos grupos rebeldes habían impedido que los civiles dejaran la zona oriental de Alepo.